# Епархия Баркузы
Епархия Баркузы (лат. Dioecesis Barcusena) — титулярная епархия Римско-Католической церкви.

## История
Античный город Баркуза, идентифицируемый сегодня с археологическими раскопками «Baquza» в современной Сирии, находился в римской провинции Сирия диоцеза Востока. В VI век город Баркуза была центром одноимённой епархии, входившей в Антиохийского патриархата.
Епархия Баркузы упоминается в историческом сочинении «Notitia Episcopatuum». Известны два епископа епархии Баркуза. Епископ Александр участвовал в Константинопольском соборе 536 года. Епископ Иоанн участвовал в Синоде 553 года.
Епархия Баркузы прекратила своё существование в VI веке.
С 1944 года епархия Баркузы является титулярной епархией Римско-Католической церкви.

## Греческие епископы
- епископ Александр (упоминается в 536 году);
- епископ Иоанн (упоминается в 553 году);

## Титулярные епископы
- епископ Джеймс-Луи Ченг (11.05.1944 — 14.04.1952);
- епископ Ireneus Wien Dud (3.07.1955 — 12.12.1974) — назначен архиепископом Джубы;
- епископ Lawrence Ephraem Thottam (6.11.1980 — 16.12.1996) — назначен епископом Мартандома;
  - вакансия с 1996 года.

## Источник
- Annuario Pontificio, Libreria Editrice Vaticana, Città del Vaticano, 2003, стр. 813, ISBN 88-209-7422-3
- Raymond Janin, Barcousa Dictionnaire d’Histoire et de Géographie ecclésiastiques, vol. VI, 1932, coll. 757—758 (фр.)